# 3661 Dolmatovskij
A 3661 Dolmatovskij (ideiglenes jelöléssel 1979 UY3) a Naprendszer kisbolygóövében található aszteroida. Nyikolaj Sztyepanovics Csernih fedezte fel 1979. október 16-án.